# 日本におけるアメリカ軍機事故の一覧
日本におけるアメリカ軍機事故の一覧（にほんにおけるアメリカぐんきじこのいちらん）では、アメリカ軍の軍用機やアメリカ軍がチャーターした飛行機が日本国内で起こした墜落事故など航空事故についての概要を発生年月日順に表示する。なお、返還前の沖縄県にて発生した米軍の航空機事故についても併せて記載する。

## 日本におけるアメリカ軍機事故の概要
第二次世界大戦の終戦のあと、日本にアメリカ軍が駐留し、国内各地に航空基地を持つに至った。こうして日本の空を数多くの米軍機が飛ぶようになったがそれと合わせて日本国内での米軍機の事故も多発することとなった。
例をあげると1956年（昭和31年）2月4日付の読売新聞に昭和28年度から30年度までの3年間の米軍機の墜落機数と不時着機数が以下のとおり掲載されている。
- 昭和28年度 - 墜落15機（うちジェット機10機）、不時着12機
- 昭和29年度 - 墜落30機（うちジェット機23機）、不時着8機
- 昭和30年度 - 墜落23機（うちジェット機15機）、不時着13機

上記の数字はあくまで墜落や不時着だけのものであり、この他にも増槽の投棄など、落下物の被害も少なくなかった。
米軍機の墜落などにより日本人の身体や財産に被害が生じた場合には日米行政協定第18条により米軍から補償を受ける権利があるが、米軍が公務中の事故の場合は補償額の75パーセントを米軍、25パーセントを日本政府がそれぞれ分担して支払うこととなっている。被害額が調達庁の調査で決まると、まず日本政府が全額立替払いするがこの補償額が低いと問題になっていた。
前述の読売新聞の記事によれば、死亡した者についてはその死者の日収の1000日分で上限100万円まで。子供や年寄りなど無職の者に対しては一律20万円となっている。これは「タクシーに轢かれて死んだ場合の30万円より安い」と書かれていることからかなり低い額となっていた。その後、上限額が100万円から150万円に引き上げられたり、死者の遺族に配偶者がいる場合は1名あたり10万円が加算されるなど、ある程度は改善されたが依然として安い金額であることに変わりはなかった。
なお、1972年（昭和47年）にアメリカによる統治が終わった沖縄県では、復帰以降の米軍航空機関連の事故は2012年（平成24年）12月末現在で540件（うち墜落43件）発生していることが報告されている。
地位協定やその合意議事録の下では、日本側に捜査権が認められておらず、原因究明などが正しくなされないなどの問題が指摘されている。

## 1940年代

### 1945年（昭和20年）
- ７月末、米軍が山口県徳山・下松・岩国をB29とB24の編隊で爆撃した。このとき零戦２機との交戦によって、B29とB24が１機づつ被弾し、B29は東北地方に墜落したらしい（詳細不明）。B24は柳井市伊陸北部に墜落した。このとき乗員はパラシュートで脱出した（１名死亡）。残りの乗員数名は捕虜として連行され、その後広島に移送され捕虜収容所に入れられた。８月６日の原爆によりほとんど死亡したという[5]。

- 8月19日 - 富山県富山市下奥井にある立山重工業の敷地内にあった捕虜収容所へ食料を投下しようとして低空飛行したグラマン・アヴェンジャーが工場近くにある民家の土蔵に衝突し大破。乗員1名死亡[6]。

- 8月28日 - 秋田県北秋田郡大館町（現大館市）の捕虜収容所に救援物資を空輸中だった第73航空団497爆撃群所属のB-29爆撃機3機のうち1機（機体番号44-69998）が、悪天候のため秋田県南秋田郡戸賀村（現男鹿市）にある男鹿本山に墜落。11名死亡、1名生還。1964年、墜落現場近くに供養塔が建てられ、1990年には男鹿市立加茂青砂小学校（現男鹿市立北陽小学校）に「平和の碑」が建立された[7]。2015年（令和5年）に本山山腹から墜落した機体の一部が発見されている[8]。
- 8月30日 - 福岡県にある捕虜収容所に救援物資を空輸するため飛行中だった第58航空団40爆撃群所属のB-29爆撃機（機体番号44-61554）が宮崎県西臼杵郡高千穂町五ヶ所にある祖母山に墜落。乗員12名全員死亡。1995年に「平和祈念碑」が五ヶ所高原の三秀台に建立された[9]。
- 9月4日 - 長崎県西彼杵郡香焼村（現長崎市香焼町）にあった川南工業香焼島造船所内の捕虜収容所に救援物資を投下中のB-29爆撃機（機体番号44-61666）が、香焼島対岸の山中に墜落。13名死亡。一名生還。遺体は収容所の捕虜によって火葬され、遺灰は大浦天主堂に納められた[9]。
- 9月4日[注 1] - 常磐炭鉱の捕虜収容所に救援物資を空輸中のB-29爆撃機が、操縦ミスにより福島県石城郡磐崎村（現いわき市）にある湯ノ岳の中腹に墜落。乗員13名全員死亡[7]。
- 11月11日 - 埼玉県入間郡藤沢村（現入間市）下藤沢に戦闘機が墜落し民家が全焼。なお、死傷者は不明。
- 月次不詳 - 板付基地から離陸した米軍機が、二又瀬を経て九州大学農学部敷地内の松林に墜落し炎上。なお、死傷者は不明。

### 1946年（昭和21年）
- 5月5日 - 伊豆大島の三原山山頂から約120メートルほど離れた場所に、フィリピンのニコルス飛行場を飛び立ち厚木基地に向かって飛行していたC-46輸送機が墜落。事故の後すぐに駆けつけた村民達は事故現場から16名の生存者を助けた。
- 12月10日 - 大阪国際空港を離陸したアメリカ陸軍航空隊のC-46輸送機（登録番号44-78604）が離陸直後に大阪国際空港から南西8キロメートル地点に墜落。乗員23人中22人が死亡。[10]

### 1947年（昭和22年）
- 2月- 北海道石狩郡新篠津村で米軍機が墜落[11]。
- 5月31日 - 朝鮮から厚木基地へ向かい飛行していた乗員8名のC-54輸送機が、厚木基地西方の山に墜落し全員死亡した。墜落現場は飛行機も犠牲者も原形を留めぬ状態だったという。
- 7月14日 - 横田基地を離陸したA-26攻撃機がエンジン故障を起こし河川敷に不時着しようとしたところ、多摩川鉄橋を通過中の八高線の上り貨物列車に接触[12]。1両が河原に転落、4名が死亡した[13]。
- 11月12日 - 芦屋基地を離陸したP-51戦闘機が故障。パイロットのロドニー・ニコルソン中尉は住宅地を避けて福岡県八幡市（現北九州市八幡西区）に機体とともに墜落、殉職した[14][15][16]。

### 1948年（昭和23年）
- 1月22日 - 山口県岩国市車に戦闘機が墜落[17]。

### 1949年（昭和24年）
- 1月8日 - 兵庫県西宮市上空で2機の爆撃機が接触、同市内の工場にB-26爆撃機1機が墜落。乗員2名と工員3名が死亡し、26名が重軽傷者を負った[18][19]。
- 3月6日 - 那覇から立川基地へ飛行していたC-46輸送機が墜落。乗員12名のうち6名死亡、2名死亡、その他は行方不明となった。
- 4月1日 - B-26爆撃機が富士山の標高約2900メートル付近に衝突して大破。乗員4名全員が死亡。

## 1950年代

### 1950年（昭和25年）
- 3月6日 - 筑紫郡筑紫村の民家裏庭にジェット戦闘機が墜落し炎上。死傷者は不明。
- 3月28日 - 愛知県名古屋市の東方約46キロメートルの地点にC-47輸送機が墜落。乗員4名のうち死亡3名、重傷1名。
- 4月21日 - 嘉手納基地から立川基地に向かっていた空軍のC-54輸送機が、丹沢山系にある蛭ヶ岳の山頂付近に墜落し乗っていた35名全員が死亡した[20]。またこの事故により山火事が発生し2平方キロメートルの広大な範囲の森林が燃えた。
  - 詳細は「神奈川県蛭ヶ岳米軍機墜落事故」を参照
- 6月 - 板付基地から離陸した米軍機が、二股瀬から1000メートル地点の田に墜落。死傷者は不明。
- 6月18日 - 三沢基地を離陸したまま行方不明だった米軍機の残骸が太平洋上で発見された。乗員1名は行方不明。
- 7月27日 - 羽田空港を離陸し九州へ飛行していたC-47輸送機が伊豆大島南方約19キロメートルの洋上に墜落。乗員等6名は行方不明。
- 8月 - アメリカ統治中の沖縄の読谷村に米軍機の増槽が落下して住民1名が死亡。
- 9月6日 - C-54D輸送機(機体番号42-72583)が伊丹空軍基地を離陸して2分後、上昇開始直後に伊丹空港から北西約7.2キロメートル地点に墜落し乗員乗客11名が全員死亡。朝鮮戦争へ取材に向かっていた従軍記者やカメラマンが犠牲となった。写真家の三木淳がインターナショナルニュースサービスにてカメラマンをしていた頃の上司であり東京支局長のチャールズ・ダックウェル・ローズクランズ・ジュニアも犠牲となった。[21]
- 9月11日 - B-29爆撃機1機が九州西方の東シナ海に墜落。乗員12名中3名は救助されたが9名が行方不明。
- 9月26日 - C-54輸送機が芦屋飛行場を離陸直後に海へ墜落。乗員51名のうち28名が救助されたが、23名が死亡した[22]。
- 9月27日 -  山口県岩国市横山に中型爆撃機が墜落して民家が全焼。住民3名が死亡して5名が負傷した[17]。
- 10月5日 - 福島県耶麻郡慶徳村（現喜多方市）の水田にB-29爆撃機1機が墜落。乗員11名はパラシュートで脱出したが、うち1名が負傷した。
- 12月 -  鳥取県西伯郡大山町の孝霊山にB-29爆撃機1機が墜落。乗員三名全員が死亡[23]。

### 1951年（昭和26年）
- 2月8日 - 山口県岩国市室の木で米軍機が焼夷弾を誤投下[17]。
- 2月3日 - 二又瀬より約200mの麦畑にジェット戦闘機が墜落、乗員1名が死亡。
- 5月10日 - 福岡県福岡市二又瀬（現在の東区内）の市街地にジェット戦闘機が墜落し、乗員1名と地上にいた11名が死亡[24]。
- 6月 -山口県岩国市蹄見（錦見か?）に英軍ジェット戦闘機が墜落し、山林が焼失。翌月乗員1名が死亡。
- 8月1日 - 山口県岩国市柱島に米軍機が500ポンド爆弾6個を誤投下[25]。
- 9月27日 -  神奈川県小田原市の上空で立川基地へ向かうC-46輸送機（機体番号44-77713）と、同じく立川基地へ向かうC-119輸送機（機体番号49-169）が接触して双方とも墜落。このうちC-46輸送機は足柄上郡寄村（現松田町）にある丹沢山系の五佐原山の中腹に墜落し乗員14名全員が死亡、C-119輸送機は同郡三保村（現山北町）の玄倉川の上流付近に墜落しこちらも乗っていた14名全員が死亡した[26][27][28]。
- 10月 - 沖縄の那覇市に米軍機の増槽が落下して住民6名死亡。
- 11月5日 - 立川基地を離陸しようとしたF-80戦闘機が、離陸に失敗し立ち木に翼が接触し墜落炎上。操縦士1名が死亡した。
- 11月18日 - 横田基地を離陸したB-29爆撃機が離陸直後に東京都北多摩郡砂川村（現立川市）へ墜落し、周辺の都営住宅や工場の社宅・民家を巻き込んで炎上した。さらに積んでいた爆弾が誘爆し3戸を全焼し26戸が全半壊、基地の消防隊員10名と地上にいた住民5名が死亡、住民20数名が負傷した。爆弾の爆風が凄まじく、4キロメートル四方の700戸の家々で窓ガラスが割れたり雨戸が落ちるなどの被害が出た。米軍は墜落現場から半径1キロメートルの住民に対して避難勧告を出した[29]。
  - 詳細は「砂川村B29爆撃機墜落事故」を参照

### 1952年（昭和27年）
- 1月14日 - 16時50分ごろ、海軍の4発式爆撃機が神奈川県横浜市保土ケ谷区今井町の田に墜落し乗員ら合計13名が死亡[26]。
- 1月19日 - 神奈川県川崎市馬絹（現宮前区内）にある栗林に爆弾を積んだB-29爆撃機が墜落し、激しく爆発炎上。乗員13名はパラシュートで脱出し無事。
- 2月7日 - 埼玉県入間郡金子村（現入間市）に横田基地を離陸直後のB-29爆撃機が爆弾を積んだまま墜落し激しく爆発炎上、乗員13名全員と地上の住民4名が死亡した[29]。爆弾の誘爆が続き、自然鎮火まで消火活動を行えなかった。7世帯の民家11棟を全焼。なお、墜落の際に送電線が切断されたため、大規模な停電が発生した[30]。
  - 詳細は「埼玉県金子村B29墜落事故」を参照
- 5月20日 - 茨城県久慈郡東小沢村（現日立市）留地先にジェット機が墜落。乗員13名はパラシュートによる脱出に成功し、常磐線の久慈川鉄橋近くに降下した。
- 5月28日 - 小牧飛行場を飛び立ったF-94戦闘機が離陸直後に墜落し民家に激突。乗員2名死亡。
- 6月2日 - 立川基地所属のB-26爆撃機が奥多摩にある川苔山の山腹に墜落。
- 6月6日 - 横田基地を離陸した双発ジェット機が村山貯水池近くに墜落。
- 6月7日 - 神奈川県横浜市上空で練習機2機が接触し、そのうち1機が同市金沢区六浦町高谷に墜落。もう1機は同区野島に墜落。2名死亡[31]
- 6月13日 - 横田基地を離陸したアメリカ空軍のRB-29 Superfortress（Serial Number : 44-61810）がソビエト空軍により日本海上で撃墜。乗組員12人全員が行方不明。
- 7月23日 - 芦屋飛行場を離陸したC-119輸送機が直後に近くの市街地に墜落。乗員5名と住民3名が死亡。
- 8月6日 - 東京都南多摩郡由井村（現八王子市）西長沼にB-29爆撃機が爆弾を積んだまま墜落し搭載していた爆弾が爆発。乗員13名はパラシュートで脱出したが、うち2名が死亡。なお、この爆撃機は墜落直前に爆弾を付近の山林に投下しながら墜落した。
  - 詳細は「東京都由井村B29爆撃機墜落事故」を参照
- 8月8日 - 愛媛県喜多郡大和村（現大洲市）豊茂の出石山8合目付近で、双発飛行艇が送電線にひっかかり炎上しながら墜落。乗員14名全員死亡[32]。
- 9月20日 - 福岡県福岡市地行西町（現中央区内）に米軍機が墜落し民家を巻き込み炎上。2名死亡。
- 9月26日 - 島根県能義郡広瀬町（現安来市）京羅木山付近にB-26爆撃機が墜落し乗員3名が死亡。
- 10月7日 - 横田基地を離陸したアメリカ空軍のRB-29 Superfortress（Serial Number : 44-61815）がソビエト空軍により千島列島北部で撃墜。乗組員8人のうち、7人が行方不明。
- 月次不詳 - 二又瀬から200mの畑で、軍用機の吹き流しが高圧線を切断。

### 1953年（昭和28年）
- 1月26日 - 静岡県の御殿場で小型連絡機が墜落し2名死亡。
- 2月13日 - 大分飛行場を離陸したSA16型機が門司烏山の山中に墜落し乗員7名が死亡。
- 2月27日 - 気象観測のため飛行していたB-29爆撃機から全乗員7名が埼玉県所沢市付近の上空でパラシュートで脱出し機体を放棄。無人のB-29爆撃機はそのまま相模湾まで迷走飛行したのちに伊豆大島から約25キロメートルほど離れた海上に墜落。
- 3月17日 - 北海道夕張市滝ノ上上空でF-84戦闘機2機が接触して墜落し2名死亡。
- 6月18日 - 立川基地を離陸したC-124輸送機が墜落し、乗員と搭乗者129名全員が死亡、地上の住民1名が負傷した[33]。
  - 詳細は「立川基地グローブマスター機墜落事故」を参照
- 6月23日 - 芦屋飛行場を離陸した双胴輸送機が山口県の角島の西約28キロメートルの海に墜落し、乗組員7名が行方不明となった。
- 7月27日 - 長崎県の対馬に小型ジェット機が墜落。乗員1名はパラシュートで脱出し海に降下したところを漁船に救助された。
- 7月29日 - 日本海でB-50爆撃機が墜落。米軍は墜落地点の海域を捜索したが、搭乗員16名は行方不明のまま7月31日10時に捜索を打ち切った。
- 7月29日 -横田基地を離陸したアメリカ空軍のB-50（Serial Number : 47-145）がウラジオストク沖の日本海上で撃墜。搭乗員17人のうち、14人が行方不明。
- 8月13日 - 神奈川県鎌倉市沖約3キロメートルの海上に双発機が墜落。乗員1名は無事で漁船に救助された。
- 8月14日 - 静岡県田方郡函南村（現函南町）丹那の玄岳に単発機が激突し乗員1名死亡。
- 8月17日 - 千歳基地を離陸したジェット機が北海道苫小牧市沖約9キロメートルの海に墜落し1名死亡。
- 8月24日 - 沖縄から横田基地へ向かう途中のB-29爆撃機がエンジン故障により飛行できなくなり、神奈川県津久井郡内郷村（現相模原市）の上空で全乗員13名のうち9名が飛行機を放棄してパラシュートで脱出し、内郷村に無事降下した。残り4名のうち3名もその後にパラシュートで脱出して同郡青野原村（現相模原市）に降下して生還したが、1名が行方不明となった。その後、B-29爆撃機は東京都西多摩郡檜原村藤原白岩にある犬掛山の山腹に墜落して大破炎上した。
- 8月26日 - 板付空港（現福岡空港）を離陸したF-80戦闘機2機が空中で接触し、博多湾外の地ノ島付近に2機とも墜落し1名死亡。
- 8月27日 - 東京都と埼玉県の都県境付近を飛行していたB-29爆撃機で火災事故が発生し、全乗員7名が飛行機を放棄してパラシュートで飛び降りた。このうち4名は埼玉県所沢市に無事に降下。飛行機は無人のまま飛び続け相模湾へ出たのち伊豆大島の近くに墜落した。
- 9月4日 - 木更津基地を離陸したF-86戦闘機5機が悪天候により燃料切れとなり全機墜落。
- 11月1日 - 北海道千歳郡千歳町（現千歳市）で連絡機が墜落。乗員1名重傷。
- 11月26日 - 岩国基地から美保基地へ飛んでいたC-46輸送機が日本海に墜落。乗員30名は全員助かった。
- 12月19日 - 小牧飛行場で火災を起こしたB-29爆撃機が炎上したまま不時着し大破。2名死亡。

### 1954年（昭和29年）
- 1月3日 - 福岡県糸島郡芥屋村（現糸島市）芥屋大門の海岸線にある防風林にC-46D輸送機が墜落し4名死亡。[34]
- 1月6日 - ジョンソン基地所属のF-94Bが東京都西多摩郡瑞穂町箱根ヶ崎に墜落。乗員2名死亡[30]。[35]
- 2月1日 - 北海道苫小牧市の沖40キロメートルの海上に空軍のC-46輸送機が墜落し35名全員死亡[36]。
- 3月15日 - 青森県の野辺地駅構内にF-84戦闘機が墜落。乗員1名は死亡し、保線区員7名と一般人5名が負傷した。
- 4月8日 - 横田基地のKC-26大型機が愛知県愛知郡長久手村（現長久手市）長湫字市ケ洞山林中に墜落。3名重傷、2名行方不明。
- 4月9日 - 千歳飛行場近くにF-84戦闘機が墜落し乗員1名死亡。
- 5月 - 広島県双三郡布野村（現三次市）に爆撃機が墜落。乗員1名死亡。
- 6月6日 - 厚木飛行場を離陸した爆撃機が広島県の山中に墜落し5名死亡。
- 6月11日 - 岩国基地を飛び立った飛行艇が鹿児島県の屋久島に墜落。
- 6月17日 - 広島県の山中に米軍機が墜落。
- 7月1日 - 兵庫県伊丹市に複座式戦闘機が墜落し乗員2名死亡。
- 7月9日 - 千葉県市原郡姉崎町（現市原市）の沖合に米軍機が墜落し乗員1名が死亡。
- 7月16日 - 神奈川県中郡西秦野村（現秦野市）の丹沢でF-84戦闘機2機が接触して墜落[26][31]。
- 8月4日 - 神奈川県中郡大磯町沖にF-86戦闘機が墜落し乗員1名が死亡[26][31]。
- 9月2日 - 埼玉県入間郡三ヶ島村（現所沢市）にB-26爆撃機が墜落し3名死亡。
- 9月20日 - 岐阜県吉城郡上宝村（現高山市）にB-26爆撃機が墜落し3名死亡。
- 11月7日 - 納沙布岬と歯舞諸島の間の海上で地形観測を行っていたB-29爆撃機が、ソ連のミグ戦闘機2機から攻撃を受け、北海道野付郡別海村（現別海町）にある農家に墜落し農家は全壊した。この飛行機の乗員は12名で、そのうち10名は無事にパラシュートで降下、1名死亡、1名行方不明となった。
- 11月8日 - 前日の航空機事故の調査のため飛来した小型機が別海村の原野に墜落。
- 12月 - 東京都西多摩郡瑞穂町長岡に米軍機が墜落、乗員1名が死亡。
- 12月21日 - 横田基地を離陸したジェット機が東京都南多摩郡稲城村（現稲城市）に墜落。

### 1955年（昭和30年）
- 1月6日 - 茨城県東茨城郡で厚木飛行場から飛び立ったジェット機が空中爆発し、落下した破片で中学生1名死亡。パイロットは脱出し無事だった。
- 1月6日 - 羽田空港近くの東京湾上空で横田基地を飛び立ったF-86戦闘機とT-33練習機が空中衝突し火の玉になって墜落。2名死亡。
- 1月14日 - 美保基地を飛び立った無人機が鳥取県の大篠津駅に墜落。駅にいた1名が重傷。
- 1月24日 - 茨城県行方郡玉造町（現行方市）の霞ヶ浦にジェット機が墜落。
- 1月24日 - 北海道勇払郡穂別村（現むかわ町）にジェット機2機が墜落。うち1機のパイロットはパラシュートで脱出し無事だったが、もう1機のパイロット1名は死亡した。
- 1月31日 - 福岡県糟屋郡志賀町（現福岡市東区）沖の海上に405S型ヘリコプターが墜落し乗員3名死亡。
- 2月20日 - 京都府熊野郡久美浜町（現京丹後市）沖約4キロメートルの日本海にF2F双発ジェット機が墜落し3名死亡。
- 3月1日 - 福岡県遠賀郡芦屋町の沖約33キロメートルの海上にC-119輸送機が墜落し、乗員7名のうち4名は漁船に救助されたが3名が死亡。
- 3月4日 - ジョンソン基地を離陸しようとしたジェット機が離陸に失敗し、滑走路から約1.5キロメートル離れた畑に墜落。乗員2名死亡。
- 3月24日 - ジョンソン基地を離陸したF-94B戦闘機が埼玉県入間郡名細村（現川越市）の民家に墜落して炎上。住民2名が死亡し5名が負傷、乗員2名も死亡した。
  - 詳細は「埼玉県名細村米軍機墜落事故」を参照
- 5月24日 - 長野県南佐久郡川上村の金峰山に米軍機が墜落しているのが発見された。この機体は錆びていたことから、かなり以前に墜落したものと思われた。
- 5月25日 - 宮城県仙台市の沖にH-19ヘリコプターが墜落し乗員6名死亡。
- 6月17日 - 小牧飛行場に着陸しようとした千歳基地所属のF-86戦闘機が送電線に接触して墜落、民家3戸が全半壊し少年1人が死亡、重傷1人、軽傷4人を出した。乗員1人も死亡した。
- 6月23日 - 神奈川県横浜市港北区の上空でF-100戦闘機2機が接触し、そのうちの1機が墜落。乗員は無事だった[26][31]。
- 6月25日 - ジョンソン基地を飛び立ったF-86戦闘機が羽田沖で行方不明[37]。
- 6月26日 - 東京湾にジェット機が墜落した[要出典]。
- 6月26日 - 伊豆七島方面で海兵隊のジェット機が墜落。乗員2名はゴムボートで漂流し無線で救助を求めた。これに対して米軍や海上保安庁が大規模な捜索を行ったがゴムボートは発見できなかった[38]。
- 6月28日 - 2日前に墜落した米軍機を捜索していた1名乗りジェット機と4名乗りヘリコプターが行方不明となった[39]。
- 9月12日 - 木更津基地を離陸しようとしたジェット練習機がエンジン故障で離陸に失敗し墜落。乗員2名は無事だった。
- 9月19日 - 横田基地を離陸したF-80練習機が東京都八王子市神戸に墜落。住民5名と乗員1名が死亡。
  - 詳細は「八王子市F80機墜落事故」を参照
- 9月29日 - 横浜市保土ケ谷区今井町に厚木基地所属のジェット戦闘機が墜落し乗員1名が死亡[26][31]。
- 10月9日 - 東京都南多摩郡日野町（現日野市）に立川基地を離陸したB-26爆撃機が墜落炎上し乗組員2名が死亡。
  - 詳細は「日野町B26爆撃機墜落事故」を参照
- 10月21日 - 三沢基地を離陸しようとしたB-47爆撃機が離陸に失敗し大破炎上。乗員4名のうち1名が死亡。
- 12月15日 - 神奈川県小田原市国府津沖約6キロメートルの相模湾にジェット機が墜落し乗員1名が行方不明となった。

### 1956年（昭和31年）
- 2月3日 - 愛知県名古屋市千種区の住宅にT-33練習機が墜落。住民1名が負傷。乗組員2名は空中で脱出したものの、パラシュートが開かず墜落して死亡。
- 2月3日 - 東京都葛飾区にある新小岩駅北口から100メートルほど離れた商店街にFJ-2戦闘機が墜落。民家5戸が全焼し住民4名の重軽傷者を出した。住宅密集地で発生した事故でありながら、幸いにも住民に死者は出なかった。戦闘機の乗員1名は死亡した。　
  - 詳細は「新小岩駅前米軍機墜落事故」を参照。

- 2月25日 - 米軍双発輸送機が竹下西町に墜落。3戸全焼、1戸半焼、1戸破壊。なお死傷者は不明。
- 3月1日 - 8時20分ごろ、横浜市戸塚区汲沢の民家の庭先に厚木航空隊所属のジェット機が墜落。墜落地点には直径15メートル、深さ8メートルほどの穴ができた。乗員1名死亡、民家2軒が一部損壊[31][40]。
- 5月5日 - 名古屋市内の畑にF-86D戦闘機が墜落し乗員1名死亡。
- 5月22日 - 埼玉県入間郡坂戸町（現坂戸市）の民家にジョンソン基地を飛び立ったF-86戦闘機が墜落し4歳の幼児が即死。乗組員は負傷。
- 6月25日 - 神奈川県秦野市の農家にジェット機が墜落し物置や牛舎などを全焼。パイロットはパラシュートで脱出し、平塚海岸に無事降下した[31]。
- 6月27日 - 茨城県下館市（現筑西市）下平塚の上空で厚木基地のAD型単発式練習機が爆発し墜落。パイロットはパラシュートで脱出したが火傷を負った。
- 7月20日 - 福岡県門司市（現北九州市門司区）の沖約9キロメートルの海上にC107型輸送機が墜落し4名死亡。
- 9月5日 - 名古屋市の上空で小牧基地を飛び立ったF-84戦闘機とF-86戦闘機が接触し、F-84戦闘機は同市北区中富町に墜落、F-86戦闘機は同市西区天塚町に墜落した。乗員1名はパイロットはパラシュートで脱出し無事だったが、もう1名は死亡。
- 9月10日、横田基地を離陸したアメリカ空軍のB-50（Serial Number : 47-133）が日本海上でエマ台風により行方不明となった。搭乗員16人全員が行方不明。
- 9月11日 - 島根県の隠岐島にRB-50観測機が墜落。
- 9月28日 - 岡山県高梁市落合町の秋葉山中腹に、岩国基地所属の単発低翼機が墜落炎上、乗員1名が焼死した。後に、高梁市消防団が現場近くに慰霊碑を建立した。
- 11月6日 - 神奈川県相模原市磯部の桑畑に座間基地を飛び立ったビーチクラフト機が墜落し大破。乗員は重傷を負った[41]。
- 11月8日 - 栃木県下都賀郡間々田町（現小山市）平和農の雑木林にF3D戦闘機が墜落し爆発炎上。農家3棟を焼いて3名が火傷を負った。乗員は助かった。
- 11月9日 - 千葉県君津郡清和村（現君津市）東日笠に厚木基地のジェット機がエンジン故障で墜落し、付近の住民1名が負傷。乗員1名はパラシュートで脱出し無事だった。
- 11月23日 - 東京都南多摩郡忠生村（現町田市）下小山田の雑木林に厚木基地の小型海軍機が墜落し乗員1名死亡。
- 12月28日 - 埼玉県飯能市高山に横田基地から飛び立ったWB-50気象観測機が墜落。この事故で農家裏の大木が倒れて農家を直撃し1名が死亡した。また墜落機は火災を起こし、近くにあるキャンプ場の高山展望台バンガローなど5棟を焼いた。乗員11名のうち9名が死亡、2名重傷。

### 1957年（昭和32年）
- 1月29日 - 岐阜県大野郡の山林に米軍機が墜落し1名死亡。
- 2月8日 - 厚木基地で双発機が離陸直後に墜落し炎上。乗員3名死亡。
- 2月18日 - 東京都台東区坂本町1丁目の民家の屋根にジェット機の車輪格納庫の部品が落下。そのすぐ後に荒川区日暮里町1丁目でも路上に駐車していた小型トラックの屋根に米軍機の部品が落下。続いて同区浅草石浜町2丁目の路上にも米軍機の部品が落下した。これらの落下物は全て同じ米軍機によるもので、車輪格納庫カバーが風で壊れてめくれあがり、風圧で次々と剥がれ落ちたためと推察された。この米軍機は墜落せず、厚木基地に着陸した。
- 2月26日 - 福岡県福岡市でF-100戦闘機とC-47輸送機が衝突した。この事故により民家2戸が全焼し、乗員3名が死亡した。
- 3月12日 - 羽田空港を離陸したC-47輸送機が、10時40分ごろに新潟市の上空から位置報告したのを最後に消息を絶つ。この飛行機は後日長野県の白馬岳に墜落しているのが発見され、乗員4名全員が死亡しているのが確認された。
- 3月12日 - 横田基地を離陸した10名搭乗のKB-50空中給油機がウェーク島に向かう途中で行方不明[42]。
- 3月22日 - カリフォルニア州にあるトラヴィス空軍基地からウェーク島を経て横田基地へ飛行していたC-97輸送機が、八丈島の370キロメートル東方で墜落。米軍人の家族など合計67名が乗っていたが全員死亡した[43]。
- 3月29日 - 三沢基地所属のF-86戦闘機が太平洋に墜落。乗員1名はパラシュートで脱出したがそのまま行方不明となった。
- 4月22日 - 福岡県八幡市（現北九州市八幡東区）河内上奥田の山中にC-119輸送機が墜落。乗員4名死亡。
- 4月22日 - 福岡県八幡市（現北九州市八幡西区）市瀬の山中に、同日に発生した事故の捜索のために出動したH191型ヘリコプターが墜落し、天狗岩と呼ばれる岩山の壁に激突して大破。乗員3名のうち1名死亡、2名重傷。
- 4月27日 - 静岡県田方郡上大見村（現伊豆市）地蔵堂の万三郎岳にビーチクラフト機が墜落し乗員4名全員死亡。
- 5月7日 - 神奈川県高座郡綾瀬町（現綾瀬市）蓼川の麦畑にジェット機が墜落し大破。乗員1名重傷[31]。
- 5月8日 - 静岡県賀茂郡南伊豆町波勝崎の沖約15キロメートルの海にKB-50空中給油機が墜落。乗員8名のうち2名は近くにいた漁船に救助されたが、6名は行方不明となった。
- 5月27日 - 岩国基地の沖約1キロメートルの海上にAD-6攻撃機が墜落[25]。
- 6月15日 - 山口県岩国市の今津川河口より東へ約1キロメートルの瀬戸内海でAD-6攻撃機が墜落[25]。
- 6月22日 - 熊本県玉名市上空を飛行していたF-86戦闘機2機が接触し2機とも墜落した。乗員2名が死亡。
- 7月19日 - 横浜市港北区（現緑区）小山町の畑にジョンソン基地を飛び立ったジェット機が燃料切れで墜落。乗員2名はパラシュートで脱出し無事だった[31]。
- 7月25日 - 神奈川県高座郡大和町（現大和市）下鶴間に厚木基地所属のジェット機が墜落。乗員1名死亡。
- 8月3日 - 茨城県那珂湊市（現ひたちなか市）で自転車に乗っていた母子（当時63歳と24歳）が、水戸補助飛行場から離陸後超低空で飛行してきたL-22単発連絡機に接触されて母親は胴体を切断されて即死。息子は腹部に重傷。
  - 詳細は「米軍機母子殺傷事件」を参照
- 8月29日 - 岩国基地所属のAD-6攻撃機が羽田空港で離陸に失敗して墜落。飛行機は大破炎上し乗員1名重傷。
- 10月15日 - 沖縄を飛び立ち鹿屋基地へ向っていたA3D攻撃機が、鹿児島県揖宿郡山川町にある山川港の沖約15キロメートルの海に墜落。乗員3名はパラシュートで脱出し無事だった。
- 10月20日 - 横浜市戸塚区瀬谷町上瀬谷にある厚木街道の三叉路の近くに、ジョンソン基地所属のB-57爆撃機が火を吹きながら墜落。乗員2名はパラシュートで脱出し1名は無事だったがもう1名は死亡した[31]。
- 10月28日 - 山口県岩国市阿品でAD-6攻撃機が爆弾を誤投下[25]。
- 11月8日 - 埼玉県狭山市上奥富地内にある入間川の河原にジョンソン基地所属のB-57爆撃機が墜落し炎上。乗員2名死亡。
- 11月13日 - 米軍機が補助タンクを吉塚5丁目に落下させ家屋1戸全壊し主婦1名死亡。他に家屋2戸に被害。
- 12月12日 - 東京都八王子市犬目町の山に横田基地に着陸するため高度を下げて飛行していたC-46輸送機が送電線に接触して墜落。乗員5名全員死亡。
  - 詳細は「八王子市犬目町C-46輸送機墜落事故」を参照
- 12月29日 - 高知県の足摺岬南方の太平洋上で飛行訓練していた米軍機が海に不時着。乗員2名が死亡。

### 1958年（昭和33年）
- 1月25日 - 岩国基地を飛び立ったF-84G戦闘機3機が離陸直後に空中で相次ぎ接触し、門前川河口から2.5キロメートル沖の瀬戸内海に墜落。乗員3名死亡[25]。
- 2月8日 - 東京都八王子市小比企町にある多摩少年院近くの麦畑に、板付基地を離陸し横田基地に向かっていたT-33練習機が墜落。乗員2名はパラシュートで脱出して1名は無事に降下したが、1名は腕を骨折する重傷を負った。
- 3月6日 - 横浜港沖の東京湾でF9F戦闘機が公開訓練中にロケット弾発射のため急降下したところ、そのまま機首上げできずに東京湾に墜落。乗員1名死亡。
- 3月7日 - 沖縄の那覇市南方の海でR4Q輸送機とレーダー哨戒機が空中衝突し両機とも墜落。
- 3月16日 - 東京都北多摩郡田無町（現西東京市）の大同機械株式会社の工場近くの畑に、立川基地所属のT-33練習機が炎上しながら墜落。乗員2名はパラシュートで脱出し1名は無事に降下したが1名は死亡した。
- 4月6日 - 岩国基地の沖約3.2キロメートルの海上にP5M飛行艇が墜落[25]。
- 4月7日 - 岩国基地の沖約2.5キロメートルの海上にヘリコプターが墜落[25]。
- 6月7日 - 広島県大竹市にある阿多田島にF9戦闘機が墜落[25]。
- 6月12日 - 板付基地を離陸したジェット戦闘機が山口県長門市仙崎の沖約28キロメートルの海上に墜落。乗員1名はパラシュートで脱出し無事。
- 6月12日 - 板付基地を離陸したジェット戦闘機が五島列島の福江島から約28キロメートル離れた海上に墜落。乗員1名が死亡。
- 6月13日 - 山口県岩国市でヘリコプターが高圧線を切り愛宕橋南側の川洲に墜落[25]。
- 7月8日 - 横田基地を離陸したC-47輸送機が離陸直後にエンジンが故障して墜落。乗員2名死亡。1名負傷。
- 7月25日 - ジョンソン基地を離陸したB-57爆撃機が埼玉県狭山市入間川にある豆腐業を営む民家の屋根に接触して墜落。この事故により民家8戸が全半焼し、住民1名と乗員1名が死亡、7名が重軽傷を負った[44]。
  - 詳細は「埼玉県狭山市B57爆撃機墜落事故」を参照
- 8月26日 - 愛媛県西宇和郡瀬戸町（現伊方町）川之浜の南方約4キロメートルの海上に岩国基地所属のA-1攻撃機が墜落。
- 8月31日 - 神奈川県横浜市神奈川区神大寺にある住宅地裏手に厚木基地所属のFJ-4戦闘機が東京湾方面より飛来し、そのまま墜落し大破炎上。これにより民家2戸全壊、4戸半壊、人的被害として住民1人が重傷、7人が軽傷を負い、戦闘機のパイロットが死亡した[45][46]。墜落現場は直径15メートルもの大穴が開いて破片は100メートル四方に飛び散った。これだけの事故でありながら住民に死者が出なかったのは不幸中の幸いと言える。
- 9月9日 - 神奈川県厚木市七沢にある丹沢山系大山の北東側斜面に、米軍がチャーターしウェーク島から東京へ向って飛行していたフライング・タイガー航空の旅客機ロッキード コンステレーションが墜落。パイロットや客室乗務員など乗員8名全員が死亡した[31]。
- 10月29日 - 茨城県猿島郡岩井町（現坂東市）の上空で、第16飛行隊に所属するジェット機2機が接触し相次いで墜落した。この事故で畑仕事をしていた20歳の農夫1名に事故機の部品が直撃し怪我を負った。
- 12月23日 - 埼玉県北足立郡朝霞町（現朝霞市）のキャンプ・ドレイクに所属する陸軍の兵士1名が、クリスマス休暇を利用して調布飛行場にてセスナ機を借り東京湾方面へフライトしたところ、東京都江東区東雲の10号埋立地沖の東京湾に墜落。兵士は重傷を負い病院へ搬送された。

### 1959年（昭和34年）
- 1月 - 群馬県太田市東別所にある太田飛行場で物資投下訓練をしていた大型輸送機が、軍用ジープの投下訓練中に投下目標地点から遠く離れた一般住民の住む地域に誤投下した。幸いに怪我人などは出なかった。
- 3月10日 - 群馬県甘楽郡下仁田町栗山にある久保山の頂上付近にT-33練習機が墜落した。パイロットはパラシュートで脱出したが足に怪我を負った。
- 3月30日 - 埼玉県狭山市入間川地内入間川に架かる新富士見橋の上流約100メートルの地点に、ジョンソン基地から飛び立ったT-33練習機がエンジン故障で墜落し乗員2名が即死。付近の民家に被害はなかった。
- 5月20日 - 硫黄島から芦屋基地に飛来したC-130輸送機が、着陸に失敗し同基地内の兵舎に激突。この事故で死者2名、負傷者12名、火傷2名。
- 6月30日 - 沖縄の石川市（現うるま市）にある石川市営宮森小学校（現うるま市立宮森小学校）に嘉手納飛行場を離陸した空軍のF-100D戦闘機が墜落し爆発炎上。エンジントラブルのためパイロットは機体を放棄してパラシュートで脱出したが、無人となった戦闘機は小学校周辺の住宅地に墜落した後、付近の民家を巻き込みながら小学校へと激突した。この事故により小学生11名を含む民間人17名が死亡、210名（うち小学生156名）が重軽傷を負った[47][48][49][50][注 2]。
  - 詳細は「宮森小学校米軍機墜落事故」を参照
- 9月24日 - 神奈川県藤沢市にある藤沢飛行場へCIA所属のU-2偵察機が胴体着陸してオーバーラン。不時着の原因は燃料切れによる。
  - 詳細は「黒いジェット機事件」を参照
- 10月2日 - 愛知県海部郡十四山村（現弥富市）で、伊勢湾台風の被災者の救出活動を行っていたヘリコプターが墜落。救助しようとしていた被災者2名が死亡、パイロット1名が重傷。
- 10月5日 - 和歌山県の潮岬南方約270キロメートルの太平洋上で、空母ミッドウェイ所属のF3H戦闘機2機が空中で接触し墜落。
- 10月24日 - 茨城県那珂湊市（現ひたちなか市）にある米軍射爆場の沖合で、ジョンソン基地所属の戦闘機1機が海に墜落。
- 12月22日 - 厚木基地を離陸したジェット戦闘機が、離陸直後に誤ってAIM-7スパロー・ミサイルを落下させた。安全装置がかかっていたので爆発の危険はなかったが、基地の外の道路を歩いていた工員のすぐ近くにミサイルが落下し、落下時に飛び散った破片などで3名が負傷した[26]。

## 1960年代

### 1960年（昭和35年）
- 4月29日 - 山口県玖珂郡由宇町（現岩国市）中倉にある大将軍山に空母レンジャー所属のジェット機が墜落し乗員1名死亡[25]。
- 1月 - 岩国市伊勢小島南方約0・8キロメートル沖にA4D攻撃機が墜落。
- 6月27日 - 長野県大町市にある鹿島槍ヶ岳の東側斜面に厚木基地所属のジェット機2機が墜落。
- 7月12日 - 三沢基地所属のF-100戦闘機が三沢飛行場への着陸に失敗し、滑走路の約800メートル手前の荒地に墜落。乗員1名死亡。
- 7月29日 - 神奈川県小田原市早川にある石垣山一夜城跡から西へ約4キロメートル離れた聖岳に、海軍の哨戒機とみられる双発機が墜落。乗員2名死亡[31]。
- 9月2日 - 静岡県御殿場市内の水田に海兵隊の連絡機（セスナ機）が墜落し乗員2名が死亡。
- 9月8日 - 横田基地を離陸しアリューシャン列島方面へ気象観測に行く予定だったWB-50気象観測機が、福島県石川郡石川町板橋にある三境山に墜落。地元の消防団が救護に駆けつけたが乗員全員11名が死亡した。
- 9月22日 - 沖縄本島の南東約290キロメートルの太平洋上にて海兵隊所属のR5D-3輸送機が墜落し、乗っていた29名全員が死亡した[51]。
- 10月14日 - 三沢基地を離陸したF-100戦闘機が、青森県三沢市沖の太平洋に墜落。乗員1名死亡。
- 12月5日 - 神奈川県相模原市田名下河原にF-4D戦闘機が墜落。乗員1名死亡[41][52][53]。

### 1961年（昭和36年）
- 1月11日 - 神奈川県厚木市妻田にある麦畑に海軍所属のジェット機が墜落して大破。乗員はパラシュートで無事に脱出[53]。
- 1月11日 - 八丈島の南東約100キロメートルの太平洋上に、1人が乗った海軍所属のF4D戦闘機が墜落。墜落前に無線で脱出するとの連絡があったため、その後数日間にわたり米軍や海上保安庁が付近の海域を捜索したが乗員は見つからなかった。
- 1月18日 - 10時15分ごろ、神奈川県大和市上草柳の相模鉄道本線の相模大塚駅から東へ約600メートル離れた線路脇に、離陸直後の厚木基地所属のA4D攻撃機が、基地北側のフェンスに張られた鉄線に車輪を接触させたために墜落し大破炎上。乗員1名が逃げ遅れて機内で焼死した[26][53]。この事故で架線や線路が損傷したため相鉄本線は運行できなくなり、復旧するまで5時間ほどかかった。また電話回線も切断されたため付近一帯で電話が使えなくなった。
- 3月22日 - 茨城県那珂郡東海村照沼原の畑に米軍機の模擬爆弾が落下した。落下地点からわずか15メートル離れた場所では住民2人が農作業中だったが幸いに無事だった。この爆弾は地中4 - 5メートルの深さにまで突き刺さっており、現場検証にきた米軍は「模擬爆弾だから爆発の危険はないし、深く刺さっているから掘り起こすのが大変だ」との理由でこの模擬爆弾の撤去作業を拒否した。
- 4月21日 - 岩国海兵隊航空基地所属のA4D攻撃機が厚木基地を離陸直後に高圧電線に接触、藤沢市高倉の民家に墜落。パイロットと住民1人が死亡、2人が負傷した[45]。
- 4月24日 - 静岡県吉原市（現富士市）の沖に空母レキシントン所属のF-4D戦闘機が墜落。
- 6月3日 - 東京都青梅市上成木下分二本竹にある雑木林に、横田基地を離陸したジョンソン基地所属のF-102戦闘機が墜落。乗員2名はパラシュートで脱出したが、うち1名は脱出時の高度が低かったためパラシュートが完全に開く前に地面に激突して死亡した。
- 6月23日 - 伊豆大島の波浮港より南へ約11キロメートル離れた太平洋にB-57爆撃機が墜落。
- 9月6日 - 茨城県内で米軍のP33機から増槽が落下。民家の屋根に落ちたあと転がって民家の庭先で遊んでいた6歳の児童の上に落下し児童は即死した。
- 11月2日 - 神奈川県中郡大磯町の南約11キロメートルの相模湾に厚木基地所属のジェット機が墜落。乗員1名は墜落後にゴムボートで漂流したが無事に立川基地のヘリコプターに救助された[53]。
- 11月20日 - 長野県東筑摩郡麻績村叶里の農家横の桑畑に厚木基地所属のF-4D戦闘機が火を吹きながら墜落。乗員1名はパラシュートで脱出したが地上降下後に死亡した。
- 11月20日 - 茨城県那珂湊市（現ひたちなか市）にある米軍射爆場を飛行中のB-57爆撃機が、射撃の訓練中に誤って付近の繁華街へ向けて20ミリ機関砲を発射。これにより同市釈迦町の旅館やその近辺の民家8軒などに多数の砲弾が打ち込まれた。この事故により民家の屋根瓦や窓ガラスなどが破損した。現場から警察と住民が合計13発の20ミリ機関砲弾を回収した。この事件では幸いに死者やけが人は出なかった。
- 11月27日 -神奈川県横浜市戸塚区瀬谷町本郷3丁目の民家の近くにA4D攻撃機が墜落。乗員1名はパラシュートでの脱出を試みたがパラシュートが開かず、地面に激突して即死[53]。
- 12月 -岩国基地沖1キロメートルに米軍機墜落。
- 12月7日 - 沖縄の具志川村（現うるま市）川崎に米軍のジェット機が墜落。住民2名が死亡、4名が重軽傷を負った[54][55]。
- 12月7日 - 福岡県福岡市香椎にある民家にF-100戦闘機が墜落。墜落現場のすぐ近くにあった民家3戸は事故機から飛び散ったジェット燃料を浴びて瞬く間に炎上、家の中にいた3名が焼死し、3日後に病院に運ばれていた住民1名も死亡。最終的にこの事故による一般人の死者は4名となった。パイロットは墜落前にパラシュートで飛行機から脱出したものの負傷した。

### 1962年（昭和37年）
- 4月11日 - 三沢基地所属のT-33練習機が青森県上北郡で畑に墜落し2名死亡。
- 5月24日 - 埼玉県秩父郡横瀬村（現横瀬町）芦ケ久保にある北根入山の山腹に、立川基地を離陸したC-124輸送機が墜落し乗員7名全員が死亡した。
- 6月 - 岩国基地沖1．6キロメートルに練習機墜落。
- 6月21日 - 三沢基地を離陸したF-100戦闘機が離陸直後にエンジン火災を起こして行方不明となり、翌朝東津軽郡平内町と上北郡野辺地町の境界にある烏帽子岳に墜落しているのが発見された。
- 8月 -岩国市の工場内にジェット戦闘機が墜落。
- 8月11日 - 11時30分ごろ神奈川県大和市上草柳で厚木基地を離陸したA4D攻撃機が県道を走っていたトラックに接触したのち、相模鉄道の相模大塚駅から約500メートル離れた線路の架線にも接触して墜落。パイロットは墜落の衝撃で重傷を負った[26][53]。これにより架線が切断されて相模鉄道は不通となり復旧は夕方になった。
- 12月20日 - 嘉手納基地に着陸しようとしたKB-50J空中給油機が、滑走路手前にある電柱に接触して嘉手納村（現嘉手納町）字屋良に墜落。飛行機は滑走路近くの民家に墜落し大破炎上した。住民2名が死亡し8名が重軽傷、乗員は5名が死亡し2名が重軽傷を負った[48]。
- 12月20日 - 群馬県太田市東別所にある太田飛行場で物資投下訓練をしていた大型輸送機が、投下訓練用のドラム缶を誤って投下目標地点から300メートル離れた民家の裏に投下した。幸いに負傷者等は出なかった。
- 12月21日 - 沖縄の糸満町（現糸満市）の海岸にFJ-3戦闘機が墜落。パイロットは無事脱出し、住民にも被害はなかった。

### 1963年（昭和38年）
- 1月 - 横田基地を離陸したT-33練習機が東京都昭島市の民家の庭先に模擬爆弾を誤投下[13]。
- 1月18日 - 板付空港（現福岡空港）でF-100戦闘機が離陸直後に爆発炎上し、そのまま民間旅客機のターミナルビル前のエプロンに墜落。破片はターミナルビルなどに降り注ぎ、空港ロビー内は一時騒然となった。この事故で空港警備員1名が割れた窓ガラスで負傷。パイロットは死亡。
- 5月16日 - 埼玉県入間郡毛呂山町毛呂本郷にある毛呂病院の看護婦用宿舎の近くにB-57爆撃機が墜落。この事故で病院の食堂にいた職員1名が死亡、看護婦1名が足を骨折する重傷、その他病院関係者や消防団など10数人が重軽傷を負った。
- 5月23日 - 座間基地から羽田空港へ飛来したU-8D軽輸送機が、車輪の故障で羽田基地に胴体着陸し激しく損傷した。幸い乗員3名は軽傷で済んだ。
- 7月18日 - 神奈川県中郡伊勢原町（現伊勢原市）下粕屋にある水田にH-43Bヘリコプターが墜落し、乗員3名全員が死亡した[53]。
- 8月2日 - 青森県東津軽郡平内町清水川の沖約300メートルにF-100戦闘機が墜落し乗員1名が死亡。
- 8月29日 - 三沢基地所属のF-102戦闘機が、基地から約90キロメートル東方に離れた太平洋に墜落。乗員2名は無事に生還した。
- 11月19日 - 神奈川県秦野市にある春岳の山腹に、沖縄から横田基地に向けて飛行中のT-33練習機が墜落し乗員2名が死亡[53]。

### 1964年（昭和39年）
- 1月16日 - 神奈川県高座郡座間町（現座間市）相模台の畑に、海軍のF-8C戦闘機が墜落しパイロット1名が死亡[52][53]。この事故による破片が周囲の民家にも飛び散り、13世帯が爆発による爆風と飛んできた破片などで窓ガラスが割れたり屋根に穴が開いたりした。
- 1月18日 - 板付空港（現福岡空港）の上空でF-100戦闘機が空中爆発。これにより破片が空港施設に飛び散ったため空港は閉鎖された。パイロット1名が死亡。
- 2月15日 - 鹿児島県南部の開聞岳の南約9キロメートルの海上に、空母から発進した哨戒機が燃料切れにより墜落、乗員2名が死亡。
- 3月18日 - 神奈川県横須賀市太田和にある山林に、海軍横須賀基地所属の艦艇から発進した無人ヘリコプターが墜落した[53]。
- 4月5日 - 東京都町田市にある横浜線原町田駅（現町田駅）近くの商店街に、沖縄の嘉手納基地から飛来し厚木基地へ向かう途中のF8U-2戦闘機[注 3]が墜落。この事故で住民4名が死亡、32名が重軽傷を負う惨事となった[52][56][57]。パイロットは墜落前にパラシュートで飛行機から脱出して無事だった。
  - 詳細は「町田米軍機墜落事故」を参照
- 7月22日 - 茨城県鹿島郡鹿島町（現鹿嶋市）にある県立鹿島高校の北約100メートルにある養鶏場の敷地内に米軍機の標的用の吹流しとその付属品が落下した。
- 7月31日 - 神奈川県藤沢市大庭の畑にF-4戦闘機が墜落炎上。乗員2名はパラシュートで脱出し軽傷[53]。この事故により畑や雑木林など約200平方メートルが焼失。
- 8月13日 - 岩手県下閉伊郡新里村（現宮古市）刈屋堀谷下神立にある山林に三沢基地を離陸したWB-50気象観測機が炎上して墜落。乗員11名のうち4名はパラシュートによる脱出に成功したが他の7名は死亡した。
- 9月8日 - 神奈川県厚木市厚木にある相模川の河川敷にF-105戦闘機が墜落し乗員1名が死亡[53]。
- 9月8日 - 厚木基地を離陸したF-8C戦闘機が離陸直後にエンジン故障を起こし、高度が上がらず低空飛行を続けた末、滑走路北端から約1キロメートル離れた大和市上草柳の舘野鉄工所に墜落し大破した。この事故で鉄工所内にあったアセチレンガスのタンクに引火したため、工場棟で作業をしていた3人が即死、重傷を負って入院した2人も後日死亡、負傷者4人、家屋全壊4棟、一部損壊6棟をもたらす惨事となった[注 4]。パイロットは墜落の直前に脱出していて無事だった[52][58][59][60]。
  - 詳細は「大和米軍機墜落事故」を参照
- 10月6日 - 神奈川県横浜市金沢区富岡町字滝にある山林に海軍のUH-2Aヘリコプターが墜落し乗員4名が死亡[53]。
- 10月29日 - 長野県南佐久郡小海町の五箇地区にある唐松林に嘉手納基地所属のF-105D戦闘機が墜落。またこの墜落の少し前に同県諏訪郡原村の柏木地区の民家近くに同機の増槽2個が落下して爆発炎上し民家248平方メートルを全焼した。パイロットは墜落の直前にパラシュートで脱出し無事だった。
- 12月 - 横田基地の近くにある昭島市の堀向地域でF-105戦闘機が超低空を猛スピードで飛行し、その時に発生した衝撃波により付近一帯の民家14戸で窓ガラスが割れ負傷者が出るなどの被害が出た[13]。同地区にある銭湯でも窓ガラスが多数割れて中にいた人々に割れた窓ガラスが降り注ぎ、入浴中の女性が血だるまになるなどの被害がでた。
- 12月8日 - 神奈川県愛甲郡清川村煤ケ谷金翔にある農家の庭先にF-8A戦闘機が墜落。墜落の衝撃でジェット燃料が周りの農家に飛び散って火災となり家屋3棟を全焼したが、住民はいち早く逃げ出して無事だった。パイロットもパラシュートで脱出して無事だった[61]。

### 1965年（昭和40年）
- 1月 - 横田基地所属のF-105戦闘機が曳行標的を昭島市内に誤投下[13]。
- 1月10日 - ウェーク島を飛び立ち沖縄へ向っていたC-133輸送機が太平洋に墜落し乗員6名が行方不明。
- 2月2日 - 埼玉県入間郡西武町（現入間市）野田芝の入間川の横にある茶畑にT-33練習機が燃えながら墜落。墜落現場近くに燃えて穴の開いたパラシュートがあり、そのすぐ近くで乗員2名が死んでいるのが発見された[13][62]。
- 2月16日 - 東京都青梅市新町小藤塚にある麦畑にF-105戦闘機が墜落[13][62]。乗員2名はパラシュートで無事に降下した。
- 2月18日 - 板付空港（現福岡空港）の南約21キロメートルの山中にF-100戦闘機が墜落。乗員1名はパラシュートで無事に降下した。
- 5月 - 横田基地所属のF-105戦闘機から部品が脱落し、福生市内の住宅地に落下[13]。
- 5月5日 - 神奈川県相模原市上鶴間の米軍家族住宅に横田基地を離陸したF-105戦闘機が墜落。この事故で3人が死亡し、8人が負傷した[13][41][52][61][62][注 5]。
- 6月15日 - 神奈川県中郡二宮町沖の相模湾にF-4B戦闘機が墜落し乗員が行方不明となった[53]。
- 6月25日 - 厚木基地を出発したA-4C攻撃機が離陸直後に失速し、神奈川県大和市上草柳にある相模鉄道のコンクリート製トンネルに接触したのち麦畑に墜落し大破[26][53]。現場は1962年（昭和37年）8月11日に起きた墜落事故地点とほとんど同じ所で、1962年の事故を受けて1964年（昭和39年）11月に厚さ40センチメートルのコンクリート壁でトンネルを作ったばかりだった。もしこのトンネルがなかったら相模鉄道への被害は免れなかったと言われている。なおパイロット1名はこの事故で重傷を負った。
- 9月27日 - 福岡県遠賀郡岡垣町糠塚の森林に米軍機が模擬爆弾を誤投下した。模擬爆弾の落下した場所からわずか10メートル離れた所には松の伐採をしていた作業者7名がいたが、幸いに負傷者は出なかった。
- 12月5日 - 沖縄東方の太平洋で空母タイコンデロガのエレベーターからB43核爆弾1発を搭載したA-4E攻撃機が海に転落、パイロットとともに核爆弾も失われ未回収となった。1名死亡。
  - 詳細は「沖縄近海A-4水没事故」を参照

### 1966年（昭和41年）
- 3月6日 - 立川基地で米軍機が滑走路をオーバーランして滑走路先の柵に衝突。
- 4月27日 - 広島県の宮島沖の瀬戸内海に岩国基地所属のF-4戦闘機が墜落[63]。乗員1名は墜落前にパラシュートで脱出し付近の漁船に無事に助けられた。
- 5月1日 - 立川基地に着陸しようとしたCL-44輸送機（英語版）の車輪が基地手前の防護柵に接触した。これにより柵は壊れたが、幸いに飛行機の車輪は壊れず無事に滑走路へ着陸した。この柵は3月6日の事故で壊れた柵を応急的に修理した脆いもので、もし柵をもっと頑丈なものに作り変えていたら事故は免れなかったと推察される。
- 5月19日 - 嘉手納基地を飛び立った空軍のKC-135A空中給油機が嘉手納村（現嘉手納町）とコザ市（現沖縄市）の境にある道路に墜落。事故機は道路を走っていた車を巻き込んで大破し住民1名が死亡、飛行機の乗員11名も全員死亡した[48][54][64]。
- 8月 - 横田基地所属のF-105戦闘機からエアブレーキの部品が脱落し昭島市大神町に落下した[13]。
- 9月12日 - 横田基地からウェーク島へ向かう予定であった米軍のチャーター便のDC-7旅客機が離陸に失敗。滑走路先の柵をなぎ倒した後、基地の外にある東京都立川市の畑まで飛び出して炎上した[13][62]。乗員4名は飛行機が燃える前に脱出して無事だった。なお、この事故では飛行機の燃えた場所が五日市街道のすぐ横で、同街道が4時間以上に渡って通行止めとなり付近一帯は大渋滞した。

### 1967年（昭和42年）
- 2月1日 - 17時55分ごろ、横田基地を燃料満載の状態で離陸したF-105戦闘機が離陸直後にエンジンが停止し、そのまま東京都府中市にある多摩川の河川敷に墜落した[13][62]。乗員1名は機体から脱出する前に機体についている増槽2個を切り離した。この増槽2個も飛行機の墜落現場に近い多摩川の河川敷の土手に落下し、事故機と増槽から漏れ出た燃料により河川敷の広範囲が焼失した。特に増槽1個については燃料が多摩川の水面に流れ出し、一面が火の海になった。パイロットはパラシュートで脱出に成功し府中本町駅近くに無事降下。事故機のパイロットは「民家を避けて、人がいない場所に飛行機を落とそうと思い多摩川に飛行機が落ちるようにした」と語っている。パイロットの狙い通り事故機は人のいない多摩川に墜落したため、この事故で人的被害は出なかった。
- 4月28日 - 長崎県上県郡上対馬町（現対馬市）の東北東約9キロメートルの海上にP-3A哨戒機が墜落。
- 6月24日 - 神奈川県大和市深見にて、ジェット機による部品落下事故発生。被害なし[26][52]。
- 8月 - 横田基地に駐機中のボーイング707型機から火災が発生して全焼。
- 12月28日 - 東京都三宅村坪田南の約500メートル沖合にF-4戦闘機が墜落。乗員2名は漁船などに助けられた。

### 1968年（昭和43年）
- 1月16日 - 岩国基地を離陸したP-3A哨戒機が愛媛県西条市にある石鎚山の近くに墜落。乗員17名全員死亡。
- 3月14日 - 厚木基地を離陸したRA-5C偵察機が、厚木基地と木更津基地でタッチ・アンド・ゴー訓練を行っている最中、木更津基地沖の東京湾に墜落。
- 6月2日 - 福岡県福岡市箱崎にある九州大学工学部で建設中の電子計算センターにRF-4C偵察機が墜落した。幸い地上での人的被害はなく、また乗員2名も墜落前に脱出していて無事だった[65]。墜落現場から10数メートル離れた場所にはコバルト60を保管する倉庫があり、もしそれを直撃していたら福岡市内の広範囲が放射能汚染を受ける危険があったと言われている。
  - 詳細は「九州大学電算センターファントム墜落事故」を参照
- 6月7日 - 東京都昭島市上川原町にある日枝神社の境内に横田基地所属のF-4戦闘機の風防が落下した[13]。当時、境内には何人かの参拝者がいたが幸い負傷者は出なかった。
- 6月18日 - 埼玉県熊谷市三尻宮島の農地に重さ約200キログラムのジュラルミン製の燃料タンク2個が落下した。航空自衛隊が調べたところ、横田基地へ向かう途中の米軍機から落下したものだと判明した。
- 11月19日 - 嘉手納基地でB-52戦略爆撃機が離陸を中断した際にオーバーラン、搭載していた爆弾に引火して爆発炎上した。乗員2人が死亡[66]、住民の重軽傷者も16人となった[48][67][注 6]。
  - 詳細は「嘉手納飛行場B-52爆撃機炎上事故」を参照

### 1969年（昭和44年）
- 1月12日 - 福岡県福岡市箱崎にある九州大学の正門前にある店舗に、偵察機の防風ガラス清掃用の部品が落下。けが人は出なかったものの、落下物のあった場所は前年6月2日に発生した九州大学電算センターファントム墜落事故の現場からわずか400メートルしか離れていなかったため、九州大学では再び米軍批判が高まることとなった。
- 1月12日 - 横田基地所属のF-4戦闘機が埼玉県入間市宮寺の狭山丘陵に墜落し、乗員2名が死亡した。なお事故機は墜落の際に送電線を切断したため、三多摩地区の合計1万戸が停電した[13][62]。
- 6月21日 - 神奈川県横浜市港北区（現青葉区）鴨志田の雑木林に、岩国基地から厚木基地へ向けて飛行していたビーチクラフト機が墜落し操縦士1名が死亡[53]。生き残った同乗者の証言によれば「突然エンジンが止まった」とのこと。
- 7月18日 - 岩国基地を離陸して三沢基地へ向かう途中のF-4戦闘機が、岐阜県美濃加茂市の山林にAIM-7スパロー・ミサイルを落とした。厚木基地よりヘリコプターが飛び立って落下地点と思われるあたりを探索したが爆発の痕跡などは見つからなかった。この事故に対して時の内閣の佐藤栄作総理は、22日の閣議でこの問題を日米間の協議問題に取り上げる旨を表明した。
- 10月18日 - 沖縄の勝連村にあるホワイト・ビーチ地区のすぐ近くの海で米軍のヘリコプターが墜落。落下した破片で米軍基地で働いてる日本人1名が重傷。ヘリコプターの乗員18名のうち3名も死亡。
- 12月7日 - 嘉手納基地所属のF-105戦闘機が沖縄県名護町-久志村にかけた山中に墜落。乗員2人が死亡[68]。

## 1970年代

### 1970年（昭和45年）
- 3月4日 - 広島県佐伯郡湯来町（現広島市佐伯区）鹿ノ道付近の山に岩国基地のA-6A攻撃機が墜落。乗員2名はパラシュートで脱出したがともに負傷した[63]。
- 3月21日 - 沖縄の那覇市沖合にF-4戦闘機が墜落。
- 4月10日 - 沖縄の那覇市の南約30キロメートルの海上で那覇基地所属のC-134A輸送機が墜落。乗員9名は行方不明となった。
- 4月12日 - 沖縄本島中部沖合の東海上にF-8戦闘機が墜落。乗員1人が行方不明[69]。
- 6月17日 - 神奈川県秦野市の丹沢山中に、岩国基地を飛び立って横田基地に向かっていたF-4戦闘機が墜落。乗員2名死亡[53]。
- 7月10日 - 神奈川県相模原市大沼で米軍ジェット機から部品が落下。屋根や玄関ガラス戸が損壊した[41][52]。
- 7月20日 - 読谷補助飛行場上空でパラシュート降下訓練をしていた米兵が、風にあおられて飛行場の外に降下した。負傷者などは出なかった。
- 7月20日 - 読谷補助飛行場上空で物資投下訓練をしていたヘリコプターが投下した、重さ約10キログラムのパラシュートつきの鉄のおもりが、風にあおられて飛行場から約1キロメートル離れた住宅に落下した。幸いパラシュートが屋根に引っ掛かりけが人などはでなかった。
- 7月27日 - 那覇空港に着陸しようとした米軍チャーター機のフライング・タイガー航空のDC-8-63AF貨物機が空港手前に墜落し乗員4名が死亡した[70]。
  - 詳細は「フライング・タイガー・ライン45便那覇沖墜落事故」を参照

### 1971年（昭和46年）
- 5月12日 - 山口県大島町（現周防大島町）の沖合で双発偵察機2機が接触して墜落。
- 7月9日 - 山口県大島町文珠山にヘリコプターが不時着。
- 8月24日 - 神奈川県横浜市旭区上白根町の雑木林にF-8J戦闘機がエンジン故障により墜落。人的被害はなかったが家屋1棟が一部損壊した[62][71]。
- 9月9日 - 山口県大島町に岩国基地所属のA-4攻撃機が墜落[72]。
- 10月 - 沖縄の読谷村にジェット練習機が墜落し農民1名が負傷。
- 10月19日 - 島根県の隠岐島の北西約35キロメートルの地点で、空母ミッドウェイから発艦したE-2早期警戒機とA-7攻撃機が接触し、E-2早期警戒機が墜落し乗員8名全員が行方不明となった。A-7攻撃機は事故後も自力で飛行し岩国基地に帰投した。
- 11月3日 - 岩国基地所属のA-4攻撃機が沖縄の那覇市の北西約24キロメートルの海上に墜落。乗員はパラシュートで脱出して米艦艇に救助された。
- 12月20日 - 厚木基地所属のCH-46ヘリコプターが横田基地の滑走路南端付近に墜落。乗員7名が死亡[13][62]。

### 1972年（昭和47年）
- 7月[注 7] - 横田基地を離陸したボーイング727型機のエンジンカバーが東京都西多摩郡瑞穂町に落下[73][74]。

### 1973年（昭和48年）
- 5月9日 - 神奈川県相模原市西大沼にヘリコプターが不時着。被害なし[41][52]。
- 8月20日 - 横須賀基地内にあるヘリポートでCH-46ヘリコプターが墜落。乗員8名のうち2名が死亡[53]。
- 12月5日 - 沖縄県中頭郡西原村（現西原町）の工場敷地内にCH-46ヘリコプターが墜落、乗員4名が死亡し1名が重傷を負った[75]。現場からわずか200メートル離れた場所にはガスタンク（容量500立方メートル2基）があり、もしそこに墜落していたら大惨事になるところだった。

### 1976年（昭和51年）
- 8月31日 - 岩国基地でAV-8A戦闘機がオーバーラン[63]。パイロットは脱出して無事だったが、この事故で出動した米軍消防車のうち1台が滑走路一面に広がった消火剤の泡で横転し、米軍消防士6名が車外に投げ出されうち1名が消防車の下敷きとなり重体となった。
- 10月24日 - 東京都西多摩郡瑞穂町駒形富士山にある民家の屋根にCH-46ヘリコプター[注 8]の窓枠が落下[62][73][74]。

### 1977年（昭和52年）
- 9月27日 - 神奈川県横浜市緑区荏田町（現青葉区荏田北3丁目の大入公園付近）の住宅地に、空母ミッドウェイへ向かう途中のRF-4B戦術偵察機がエンジン火災を起こして墜落した。この事故で民家2棟が全焼し、3歳の幼児と1歳の乳児の2名が全身火傷で死亡、他に7名が重軽傷を負った。亡くなった子の母親は大火傷を負い一命を取り留めたものの、その後4年間に渡り60回もの皮膚移植の手術等の治療を受け肉体的には回復するが、1982年（昭和57年）1月26日に心因性の呼吸困難により死亡した。なお、パイロット2名はパラシュートで脱出し無事だった[41][52][59][76][77]。
  - 詳細は「横浜米軍機墜落事件」を参照

### 1978年（昭和53年）
- 1月18日 - 静岡県御殿場市にある東富士演習場で厚木基地所属のヘリコプターが墜落し乗員26名のうち4名が死亡。
- 8月21日 - 神奈川県横浜市旭区の上空を飛行していたP-3C対潜哨戒機から翼の前縁カバーが落下。米軍は「乱気流に巻き込まれたため」と発表したが、日本側で調べたところ28本あるボルトの締め付けが全て甘く、部品落下の原因は整備不良であることが判明した。
- 10月18日 - 東京都の横田基地の滑走路上でDC-8型機が火災を起こして炎上。

### 1979年（昭和54年）
- 2月26日 - 鹿児島県の与論島の沖合約3キロメートルの海上に嘉手納基地所属のCH-53ヘリコプターが墜落。乗員4名のうち1名は地元の観光業者が観光船で駆けつけて救助したが残り3名は死亡した。

## 1980年代

### 1981年（昭和56年）
- 2月5日 - 沖縄県国頭郡伊江村にある米軍射撃場で、射撃訓練中のヘリコプター2機のうち1機が機関銃を誤射した。射撃場外の民家のブロック壁が割れるなどしたがけが人は出なかった。
- 9月9日 - 広島県双三郡作木村（現三次市）森山の山中にA-4攻撃機が墜落。乗員はパラシュートで脱出したが頭部に重傷を負った。

### 1982年（昭和57年）
- 2月25日 - 神奈川県相模原市のキャンプ淵野辺の跡地にヘリコプターが不時着。被害なし[41][52]。
- 4月6日 - 嘉手納基地所属のF-15戦闘機が粟国島沖の海上に墜落[78]。乗員2名はパラシュートで無事に脱出し海兵隊のヘリコプターに救助された。

### 1983年（昭和58年）
- 3月9日 - 横田基地に着陸したC-141B輸送機からタイヤが外れ、滑走路上を数100メートルにわたって転がった。

### 1985年（昭和60年）
- 5月6日 - 鹿児島県の種子島の南南西約40キロメートルの東シナ海に、岩国基地での基地祭に参加し沖縄へ帰る途中のCH-53ヘリコプターが墜落。乗員17名全員が行方不明となった。

### 1986年（昭和61年）
- 4月7日 - 伊豆諸島の三宅島より東方へ約20キロメートルの海上でEA-6B電子戦機が墜落[62][74]。乗員は全員無事だった。

### 1987年（昭和62年）
- 2月7日 - 米軍フライングクラブ所属のセスナ機が厚木基地内に墜落。乗員2人死亡[26][79]。
- 3月 - 三沢基地所属のF-16戦闘機が洋上訓練中に故障を起こして、青森県八戸市沖の太平洋に墜落。
- 3月22日 - 鹿児島県の屋久島から東へ約220キロメートルの海上に米軍機が墜落。
- 10月26日 - 神奈川県大和市南林間で海軍所属のP-3C哨戒機による部品落下事故が発生。民家の換気扇カバーが破損した[52]。
- 11月17日 - 横田基地所属のC-130輸送機が埼玉県比企郡小川町の上空を飛行していたところ、ドアが脱落して民家の庭先に落下した[62][74]。

### 1988年（昭和63年）
- 6月25日 - 愛媛県西宇和郡伊方町にある伊方原子力発電所の南東約1キロメートルの地点にあたる佐田岬半島の斜面に、岩国基地から普天間基地へ向かう途中だったアメリカ海兵隊のCH-53Dヘリコプターが墜落。乗員7名が死亡。濃霧のなか有視界飛行を行い高度を下げ過ぎたことが原因。
  - 詳細は「1988年佐田岬半島米軍ヘリ墜落事故」を参照
- 9月2日 - 三沢基地所属のF-16戦闘機が、僚機との編隊飛行中にエンジン出力が低下し岩手県下閉伊郡川井村（現宮古市）の山中に墜落。 乗員は墜落前に脱出して無事だった。
- 10月31日 - 沖縄県国頭郡東村の米軍演習場にて2機のCH-46ヘリコプターが接触し1機が墜落。乗員4人が死亡[80]。

### 1989年（平成元年）
- 3月14日 - 沖縄県国頭郡伊江村の南方約18キロメートルの海上にHH-3ヘリコプターが墜落。2人が救助されたものの、3人が死亡した[48][80]。
- 5月30日 - 沖縄県糸満市の喜屋武岬の南約32キロメートルの海上で、夜間上陸演習中のCH-46ヘリコプターが墜落。乗員22名のうち8名が救助されたものの、14名が行方不明となった[81]。
- 6月12日 - 愛媛県東宇和郡野村町（現西予市）で飛行訓練から帰投中のF/A-18戦闘攻撃機が墜落。乗員1名が負傷[82]。
- 9月7日 - 神奈川県大和市下鶴間へ海軍所属のUH-1ヘリコプターが不時着。植木を破損した[52][83]。

## 1990年代

### 1991年（平成3年）
- 5月 - 三沢基地所属のF-16戦闘機が飛行中にエンジンに異常をきたして三沢基地内に墜落。

### 1992年（平成4年）
- 1月 - 日本からアメリカ本土までの遠距離飛行中だった三沢基地所属のF-16戦闘機が、太平洋上で空中給油機から給油を受けようとした際に空中給油機と接触しそのまま太平洋上に墜落。
- 6月22日 - 神奈川県相模原市宮下にてC-130輸送機からライトカバーが落下し、工場の屋根が破損した[41][52][62]。

### 1993年（平成5年）
- 12月17日 - 嘉手納基地を離陸したF/A-18戦闘攻撃機2機が空中衝突を起こし、沖縄本島の南東沖の太平洋に墜落。乗員1人が行方不明[81]。

### 1994年（平成6年）
- 4月4日 - 嘉手納基地の弾薬庫近くにF-15C戦闘機が墜落。幸い弾薬庫は無事でパイロットも脱出に成功した[48][81]。
- 4月6日 - 普天間基地を離陸しようとしたCH-46Eヘリコプターが離陸に失敗し滑走路上で大破[81][84]。
- 8月17日 - 嘉手納基地を離陸したAV-8B戦闘機が粟国島北西の海上に墜落。乗員は空軍によって救助された[81]。
- 10月14日 - 空母インディペンデンス所属のA-6攻撃機が、厚木基地から紀伊水道を通過して四国山地上空を縫うように飛行して岩国基地に帰還する、いわゆるオレンジルートを用いた低空飛行訓練中に、高知県土佐郡大川村にある早明浦ダムの湖面に時速800キロメートルで激突しバウンドし斜面に墜落[85]。訓練はダムに誘導爆弾の照準を合わせ仮想攻撃目標にしていたと言われており、操縦ミスが原因とみられている。乗員2名が死亡[86]。
- 11月16日 - キャンプ・シュワブでUH-1N輸送ヘリコプターが墜落。乗員1名が死亡[81][87]。

### 1995年（平成7年）
- 10月18日 - 沖縄本島より南へ約100キロメートルの太平洋上でF-15C戦闘機が墜落[48][81]。乗員は墜落前に脱出して無事だった。

### 1996年（平成8年）
- 4月19日 - 横田基地所属のC-130輸送機が投下訓練用の砂袋を誤投下[62][88]。
- 5月11日 - C-141輸送機が横田基地への着陸時にブレーキ故障で発煙[62][88]。
- 6月4日 - 共同演習に参加していた海上自衛隊の護衛艦「ゆうぎり」が、標的を曳航していた米海軍のA-6攻撃機を誤射したためA-6は墜落。パイロットは脱出して無事。

### 1997年（平成9年）
- 10月24日 - 岩国基地で離着陸訓練中のAV-8B戦闘機が基地近くの海に墜落した。乗員1名が負傷した[89]。

### 1998年（平成10年）
- 7月23日 - キャンプ・ハンセン内で海兵隊所属のUH-1N輸送ヘリコプターが着陸に失敗し、乗員4名が負傷した[1][90][91]。
- 7月24日 - 三沢基地の第35戦闘航空団第14戦闘飛行隊所属のF-16C戦闘機が同基地で離陸に失敗し、滑走路をオーバーランして炎上。乗員1名が全身に火傷を負った[91]。
- 8月19日 - 神奈川県相模原市の上空を飛行していた羽田発広島行きの日本航空DC-10において、突然空中衝突防止装置が作動した。直後、厚木基地を離陸し岩国基地へ向かう途中のF/A-18戦闘攻撃機が高度差約110メートル、距離差約1110メートルでDC-10の横をすれ違うニアミスが発生した。
- 10月29日 - 横田基地所属のC-9輸送機が、飛行訓練中に1.5メートル四方の金属製のエンジンカバーを落下させた。また、後日当該機はエンジン火災を起こしていたことが判明した[62][74][88]。

### 1999年（平成11年）
- 1月20日 - 高知県沖の太平洋上で空中給油訓練中の第212海兵戦闘攻撃飛行隊（英語版）所属のF/A-18C戦闘攻撃機が僚機と接触し、高知県香美郡夜須町（現香南市）の沖約18キロメートルの土佐湾に墜落。乗員は緊急脱出後、救命ゴムボートで現場海域を漂流しているところを救助された[92]。
- 1月21日 - 三沢基地所属のF-16C戦闘機が岩手県釜石市橋野の山中に墜落し、炎上した[92]。墜落の原因はパイロットが制服のファスナーに気を取られたといういわゆる「わき見運転」だった[93]。後日、この飛行機には発がん性物質であるヒドラジンが搭載されていたことが判明し問題となった。
- 4月19日 - 沖縄県に司令部を置く第1海兵航空団第36海兵航空群所属のCH-53E輸送ヘリコプターが、夜間訓練中に北部訓練場の沖合に墜落して乗員4名が死亡した[1][90][94]。
- 5月5日 - 横田基地所属のC-130輸送機が積載輸送訓練中に東京都町田市小山町で投下訓練用の砂袋[注 9]を誤って落下させた[62][74][88]。この砂袋は民家に落下し、屋根瓦4枚が破損した[52]。
- 6月4日 - 嘉手納基地で滑走路上にホバリングしていたAV-8B攻撃機がエンジンに異物を吸い込み、エンジンから火を吹いて墜落。パイロットは墜落直前に脱出し無事だった[1][48]。

## 2000年代

### 2000年（平成12年）
- 11月13日 - 三沢基地の第35戦闘航空団所属のF-16C戦闘機2機が、北海道奥尻島の南方約60キロメートルの日本海上で空中衝突し、2機とも墜落した。乗員1名が同日、奥尻島の南方約56キロメートルの海上で航空自衛隊千歳救難隊の航空機に救助されたが、もう1名は墜落後48時間以上経過しても発見できないことから、生存の可能性はないものと判断され、11月15日に捜索は打ち切られた[95]。

### 2001年（平成13年）
- 2月5日 - 普天間基地上空で、訓練から帰投中のCH-53E輸送ヘリコプター2機が空中接触した[96]。1機は回転翼に軽微な損傷、もう1機は垂直尾翼に約30センチメートル四方の穴が開いた[97]。
- 3月3日 - 三沢基地第14戦闘飛行隊所属のF-16CJ戦闘機が青森県三沢市の北東約2キロメートルの海上に墜落した。乗員は天ケ森射爆場の沖約100メートルの海上で救命ボートに乗って漂流しているところを海上自衛隊のUH-60J救難ヘリコプターに救助された[97]。
- 9月24日 - 横田基地所属のC-17輸送機から飛行中に重さ約1.2キログラムの部品が脱落し、東京都羽村市神明台にある工場の屋根に落下。工場の屋根に穴が開いた[74][98]。後日、国が在日米軍を相手取って正式に抗議した。

### 2002年（平成14年）
- 4月15日 - 三沢基地所属のF-16戦闘機が青森県西津軽郡深浦町にある千畳敷の沖合の日本海に墜落。乗員は墜落前に脱出して無事。
- 8月21日 - 沖縄本島の南方約100キロメートルの海上にF-15戦闘機が墜落[48][99]。
- 9月15日 - 神奈川県藤沢市長後でEA-6B電子戦機から部品が落下し、屋根を破損した[52][83]。

### 2003年（平成15年）
- 3月14日 - 相模湾上空を飛行中のSH-60ヘリコプター[注 10]からの部品落下事故発生。被害なし[83]。
- 5月21日 - 神奈川県秦野市上大槻の上智大学のグラウンドにUH-60ヘリコプターが不時着した[52][83]。

### 2004年（平成16年）
- 4月3日 - 嘉手納基地の第18航空団（英語版）第44戦闘飛行隊（英語版）所属のF-15C戦闘機2機が横田基地から岩国基地へ飛行中、1機の燃料系統にトラブルが発生したため徳島空港に緊急着陸した[100]。
- 4月14日 - 広島県内でCH-53輸送ヘリコプターが油圧系トラブルで河川敷に不時着。
- 4月26日 - 山口県の宇部岬沖でFA-18D戦闘機が射撃訓練用の模擬標的を誤落下[89]。
- 5月6日 - 埼玉県比企郡上空を飛行中のC-130輸送機からエンジン部分の部品が落下[62][74][98]。
- 6月16日 - 沖縄県中頭郡北谷町の住宅の庭にF/A-18戦闘攻撃機から金属部品が落下[1]。
- 7月19日 - 神奈川県横浜市泉区上空を飛行中のUH-60輸送ヘリコプターから銃弾200発が落下。被害なし[52][79][101]。
- 8月2日 - F-16戦闘機が機体トラブルのため青森空港に緊急着陸。またこの故障機をサポートするため別のF-16戦闘機も緊急着陸した。
- 8月10日 - 空母ジョン・C・ステニス搭載の第14空母航空団（英語版）第35海上制圧飛行隊（英語版）所属のS-3B対潜哨戒機が東京都の北硫黄島に墜落した[102]。乗員4名が死亡[101]。
- 8月11日 - F-16戦闘機2機が燃料系のトラブルが原因で函館空港に緊急着陸。
- 8月13日 - 普天間基地所属のCH-53D輸送ヘリコプターが、沖縄国際大学の1号館北側に接触して墜落炎上。事故当時、大学は夏期休暇中で学生の数は少なく、1号館内には大学職員など20数名がいたが幸いに怪我人は出なかった一方、ヘリコプターの乗員は3名が負傷した。墜落の原因は操縦操作を伝達する部分のくさびの装着に問題があったためとされる[103][104]。
  - 詳細は「沖国大米軍ヘリ墜落事件」を参照
- 8月19日 - 神奈川県上空を飛行していた横田基地の第374空輸航空団（英語版）第459空輸飛行隊（英語版）所属のUH-1N輸送ヘリコプターでエンジントラブルが発生し、横浜市中区[注 11]にある横浜みなとみらい21内のヘリポートに緊急着陸した[52][83][98][101][105]。
- 8月21日 - 横田基地で開催されていた基地祭の最中に、デモ飛行していたC-130輸送機から東京都西多摩郡瑞穂町内にヘルメットが落下[98][101][105]。
- 10月4日 - アラスカ州エルメンドルフ空軍基地の第3航空団（英語版）第12戦闘飛行隊（英語版）所属のF-15C戦闘機2機が、沖縄本島の南約200キロメートルの上空で空中給油訓練中に接触。1機は左主翼後縁の補助翼と水平尾翼の前付近を破損、もう1機は右垂直尾翼の上部4分の1と前縁部分、および左垂直尾翼の上部3分の1が欠落したものの、両機とも嘉手納基地に緊急着陸した[106][107]。2005年1月20日に事故原因は編隊飛行中の操縦ミスと判断ミスによるものと発表された[108]。
- 11月2日 - 横田基地の第374空輸航空団第459空輸飛行隊所属のUH-1N輸送ヘリコプターが、飛行中にエンジンの燃料ポンプが故障したため、静岡県沼津市にある野球場に緊急着陸[98][101][105]。
- 11月23日 - 横田基地の第374空輸航空団第459空輸飛行隊所属のUH-1N輸送ヘリコプターが、電気系統のトラブルのため調布飛行場に緊急着陸[101][105][109]。
- 11月29日 - 厚木基地内でF/A-18C戦闘攻撃機から部品が落下。被害なし[52][83]。
- 12月7日[注 12] - 神奈川県藤沢市桐原でF/A-18C戦闘攻撃機から部品が落下。民家の屋根に被害[52][83]。

### 2005年（平成17年）
- 2月1日 - キャンプ座間の第78航空大隊（英語版）所属のUH-60A輸送ヘリコプターで、飛行中に計器の異常を示すランプが点滅したため、神奈川県伊勢原市の成城学園伊勢原総合グラウンドに緊急着陸した[83][108]。
- 4月14日 - 海軍所属のEA-6B電子戦機およびF/A-18E戦闘攻撃機から、それぞれアルミ製のはしごおよび模擬弾のフィンが落下。どちらも落下場所が不明のため、被害は確認されていない[52][83][101][105]。
- 5月7日 - 横田基地所属のUH-1N輸送ヘリコプターが、エンジントラブルのため山梨県南都留郡鳴沢村のスキーリゾート駐車場に緊急着陸[101][105][109]。
- 5月23日 - 海軍所属のSH-60B哨戒ヘリコプターから部品が落下。落下場所が不明のため、被害は確認されていない[52][83]。
- 7月30日 - 海軍第51軽対潜ヘリコプター飛行隊第11分遣隊（英語版）所属のUH-3H要人輸送ヘリコプターが、油圧系統のトラブルにより神奈川県藤沢市片瀬海岸の漁港建設地に不時着。被害なし[83][110]。

### 2006年（平成18年）
- 1月17日 - 嘉手納基地の第18航空団（英語版）第44戦闘飛行隊（英語版）所属のF-15C戦闘機が空対空戦闘訓練中、沖縄本島の北東100キロメートルの北緯26度25分、東経128度44分の海上に墜落。乗員は墜落前に緊急脱出し、空軍の救難ヘリコプターに救出された[1][48][111][112]。4月7日に嘉手納基地の事故調査委員会は、事故原因は右エンジンの損傷により機体コントロール装置が動作不良を起こしたため墜落したと発表した[113]。
- 5月22日 - 神奈川県の丹沢山中[注 13]にC-2A輸送機の脱出用ハッチが落下。被害なし[52][83][101]。
- 10月12日 - 神奈川県小田原市上空にてUH-60輸送ヘリコプターから懐中電灯が落下。被害なし[52][83]。

### 2007年（平成19年）
- 2月27日 - 神奈川県内にFA-18E戦闘攻撃機の部品が落下。落下場所不明のため、被害は確認されていない[52][83]。
- 3月22日 - 三沢基地所属のF-16戦闘機が飛行訓練中に燃料漏れをおこし函館空港に緊急着陸。
- 4月10日 - FA-18E戦闘攻撃機の部品が落下。落下場所は不明[52]。
- 6月13日 - 横田基地所属のUH-1Nヘリコプターが、トランスミッション不調のため神奈川県横浜市金沢区のサッカー場へ緊急着陸した[52][101][109]。
- 12月 - 横田基地所属のヘリコプターがトランスミッション不調のため埼玉県新座市の朝霞駐屯地に緊急着陸[109]。

### 2008年（平成20年）
- 6月11日 - 横田基地所属のUH-1Nヘリコプターが、トランスミッション不調のため神奈川県相模原市田名にある相模川の河川敷に緊急着陸した[41][52][101][105][114][115]。
- 7月10日 - 横田基地所属のUH-1Nヘリコプターが多摩川上空でペットボトルを落下させた[101][105][115]。
- 7月14日 - 横田基地所属のC-130輸送機が同基地から北方向約50キロメートルを往復した際、同機より重量約1.4キログラムのアンテナが脱落[101][115]。

### 2009年（平成21年）
- 2月17日 - 神奈川県綾瀬市吉岡付近にFA-18E戦闘攻撃機の左翼フラップが落下。被害なし[52][114]。
- 4月27日 - 沖縄県島尻郡渡名喜村の村管理ヘリポートに、嘉手納基地に所属するHH-60救難ヘリコプターが燃料システムの不具合から緊急着陸した[116][117]。

## 2010年代

### 2010年（平成22年）
- 1月28日 - 海軍第5空母航空団所属のFA-18E戦闘攻撃機が神奈川県綾瀬市上空を飛行中に部品を落下させ、民家窓ガラスなどに被害[52][114]。
- 3月4日 - 厚木基地所属のF/A-18C戦闘攻撃機が周辺飛行中に部品落下による部品紛失の可能性があると厚木航空施設が発表。被害は報告されていない[52][114]。

### 2012年（平成24年）
- 2月8日 - 厚木基地で着陸態勢に入っていた空母ジョージ・ワシントン艦載機のEA-6B電子戦機から機体の外部パネルが落下し、神奈川県大和市上草柳の県道を走っていた乗用車を直撃。負傷者はなし[52][114][118]。

### 2013年（平成25年）
- 5月28日 - 嘉手納基地第18航空団（英語版）所属のF-15C戦闘機が沖縄本島東方約112キロメートルの海上に墜落。乗員は脱出して航空自衛隊の航空機に救助された[48][119]。
- 6月5日 - 嘉手納基地第18航空団第33救難飛行隊（英語版）所属のHH-60G戦闘捜索救難ヘリコプターが、沖縄県国頭郡東村高江の北部訓練場に緊急着陸した[120]。
- 8月5日 - 嘉手納基地第18航空団第33救難飛行隊所属のHH-60G戦闘捜索救難ヘリコプターが、沖縄県国頭郡宜野座村のキャンプ・ハンセン内の山中に墜落し、乗員1名が死亡、3名が負傷した[48][121][122]。この事故により付近の土壌が汚染されたため、宜野座村は大川ダムからの上水道の取水を1年間停止した[123]。
- 12月16日 - 横須賀基地所属の空母ジョージ・ワシントン艦載のMH-60S多用途ヘリコプターが、神奈川県三浦市の三崎漁港近くの埋め立て地に不時着し、横倒しになった。乗員4名のうち2名が負傷[52][114][124][125]。

### 2014年（平成26年）
- 1月9日 - 空母艦載機FA-18E戦闘攻撃機が神奈川県綾瀬市の民家の敷地内にブレーキ部品を落下し、民家の柵の一部がへこみ、付近に停めていた乗用車の窓ガラスが破損した[52][114][126]。

### 2015年（平成27年）
- 8月12日 - 陸軍所属のMH-60M特殊作戦ヘリコプターが、沖縄県うるま市の伊計島南東14キロメートルの沖合で、海軍の車両輸送艦レッド・クラウドへの着艦時に回転翼が船首マストのはしごに接触し墜落。乗員17人のうち6人が負傷した。負傷者のうち2人は、研修のために乗っていた中央即応集団所属の陸上自衛官だった[48][127][128][129]。

### 2016年（平成28年）
- 9月22日 - 海兵隊第542海兵攻撃飛行隊（英語版）所属のAV-8B戦闘攻撃機が沖縄県国頭郡国頭村の辺戸岬の東約153キロメートルの地点で墜落[48][130][131][132]。パイロットは米軍の救助隊に救出された[133]。
- 12月7日 - 岩国基地所属のF/A-18戦闘攻撃機が、高知県土佐清水市沖約110キロメートルの海上に墜落。パイロット1名が死亡した[134][135][136]。
- 12月13日 - 普天間基地所属のMV-22輸送機が、MC-130JK空中給油機から空中給油を受けようとして接触、沖縄県名護市安部の沿岸部で墜落（あるいは不時着水）した。乗員5人のうち2人が負傷[137][138][139][140]。
- 12月13日 - 普天間基地所属のMV-22輸送機が、機体の不具合から前輪が出ず、普天間飛行場に胴体着陸した[141][142]。

### 2017年（平成29年）
- 1月20日 - 沖縄県うるま市の伊計島で、普天間基地に展開中の第267海兵軽攻撃ヘリコプター飛行隊（英語版）所属のAH-1Z攻撃ヘリコプターが機体の故障により農道上に不時着。機体の破損はなく、けが人もいなかった[143][144]。
- 3月8日 - UH-1Y輸送ヘリコプターから訓練のためつり下げた複数のタイヤがキャンプ・ハンセン敷地内に落下した[145][146]。落下場所は沖縄県国頭郡宜野座村城原区の集落に近く、同村議会は抗議決議と意見書を全会一致で可決した[147]。
- 10月11日 - 普天間基地所属のCH-53E輸送ヘリコプターが、北部訓練場付近の沖縄県国頭郡東村高江の牧草地に不時着し、炎上・大破した。乗員にけがはなかった[148][149]。
- 11月22日 - 空母ロナルド・レーガン艦載機のC-2輸送機が沖ノ鳥島から北西約150キロメートルの太平洋上で墜落した。輸送機の搭乗員は11人で、このうち8人は救助されたが3人が死亡した。ロナルド・レーガンは当時海上自衛隊と共同訓練を行っていた[150]。
- 12月13日 - 沖縄県宜野湾市の普天間第二小学校の校庭に、上空を飛行中のCH-53E輸送ヘリコプターが約90センチ四方のアルミ製の窓枠を落下させ、落下時に飛んだ石が当たって男児1人が手にけがをした[151]。なお、同月7日にも普天間飛行場付近の保育園で同型機の部品が見つかっているが、こちらについて在日米軍は、米軍ヘリのものと認めた上で飛行中の機体から落下した可能性は低いとしている[152]。

### 2018年（平成30年）
- 1月6日 - 沖縄県うるま市の伊計島の砂浜に、普天間基地所属のUH-1Y輸送ヘリコプターが不時着した。機体の目立った損傷はなくけが人もいなかったが、不時着した場所は最寄りの民家から約100メートルの場所だった[153][154]。
- 1月8日 - 沖縄県中頭郡読谷村儀間にある廃棄物最終処分場の敷地内に、普天間基地所属のAH-1Z攻撃ヘリコプターが不時着した。機体に損傷はなく、住民やヘリの乗組員2人にもけがはなかった[155][156]。
- 1月23日 - 沖縄県島尻郡渡名喜村の渡名喜島のヘリポートに普天間基地所属のAH-1Z攻撃ヘリコプターが緊急着陸した。飛行中に警告灯が点灯したため予防措置として着陸したという[157][158][159]。基地外への緊急着陸が相次いでいることを受け、日本政府は普天間基地所属の同型機全機の緊急総点検とその間の飛行停止を要請した[160]。
- 2月9日 - 沖縄県うるま市伊計島の大泊ビーチで、MV-22B輸送機のカーボン製の右側エンジン空気取り入れ口のカバーが海上に浮いているのが見つかった。在沖縄海兵隊は海上飛行中に落下したと8日に乗組員から報告を受けていたが、日本側には報告していなかった[161][162]。
- 2月20日 - 第35戦闘航空団所属のF-16戦闘機が三沢基地を離陸した直後、誤って取り付けられた旧式部品が破損しエンジン部分から出火[163]。乗組員は緊急事態を宣言したのち、増槽2基を上空で切り離し三沢基地に緊急着陸した。投棄された増槽は青森県の小川原湖に落下したことが確認された[164]。この影響で小川原湖漁協は安全性が確認されるまでのおよそ1ヶ月に渡り全面禁漁を余儀なくされた[165]。
- 6月11日 - 嘉手納基地第18航空団所属のF-15C戦闘機が沖縄県那覇市の南約80キロの海上に墜落した。乗っていたパイロット1人は脱出し、その後救助された[166]。
- 7月27日 - 厚木基地にて、給油のために立ち寄っていたMH-53E掃海ヘリコプターが離陸直後に基地内に窓を落下させた[167]。
- 11月12日 - 米海軍のF/A-18戦闘攻撃機が沖縄県那覇市の東南東290キロの海上に墜落した。乗っていたパイロット2人は脱出し、その後救助された[168]。
- 12月6日 – 海兵隊岩国基地所属のFA-18戦闘攻撃機とKC-130空中給油機が高知県室戸岬沖の南南東約100キロの海上で訓練中に空中接触を起こし、両機とも墜落した。1人が救助され1人の死亡が確認されたが、5人が行方不明になった[169]。

### 2019年（令和元年）
- 11月6日 - 三沢基地所属のF-16戦闘機が、青森県六ケ所村の「三沢対地射爆撃場」周辺で重さ約230キロの模擬弾を落下させ、その後、射爆撃場から西に約5キロの私有の牧草地で地面に埋まった弾が発見された[170]。

## 2020年代

### 2020年（令和2年）
- 1月25日 - 揚陸指揮艦「ブルー・リッジ」艦載のMH-60ヘリコプターが沖縄本島の東方沖約180キロの海上へ着水した。同ヘリ乗員の5名は全員救助され無事だった[171]。

### 2021年（令和3年）
- 7月13日 - 海兵隊第1海兵航空団所属のCH-53Eヘリコプターが沖縄県渡名喜村の入砂島と渡名喜島の間の海上に鉄製コンテナ1個を落下させた。コンテナには燃料や工具、テントなどが入っていた[172]。
- 7月27日 - 普天間基地所属のAH-1Z攻撃ヘリコプターが宮崎県串間市崎田の田んぼに不時着した。乗員2人や住民にけがはなかった[173]。
- 11月30日 - 第35戦闘航空団所属のF-16戦闘機が飛行中に緊急事態に陥り、青森県の岩木山近くに二つの燃料タンクを投棄した後、青森空港に緊急着陸した。燃料タンクの一つは同県深浦町役場近くの道路で見つかり、もう一つは山中で見つかった[174][175]。

### 2023年(令和5年)
- 4月8日 - タイから嘉手納基地へ移動中だった在韓米軍のF-16戦闘機2機のうち、1機にエンジントラブルが発生したため、両機が下地島空港に緊急着陸した。怪我人や死傷者などは発生しなかった[176]。
- 11月29日 - 屋久島沖米軍オスプレイ墜落事故。日本国内初のオスプレイによる死亡事故。